# Хоньковичи
Хо́ньковичи (бел. Хонькавічы) — деревня в составе Сластёновского сельсовета Чаусского района Могилёвской области Республики Беларусь.

## Население
- 2010 год — 56 человек